# ぎふ大和パーキングエリア
ぎふ大和パーキングエリア（ぎふやまとパーキングエリア）は、岐阜県郡上市の東海北陸自動車道上にあるパーキングエリア。ぎふ大和ICが隣接しているが、ぎふ大和ICで降車する場合、当PAを利用する事が出来ない。高速バスの停留所があるが現在は使用されておらず、インターチェンジの入口に移動している。
白鳥～荘川開通時に開設。
2013年3月28日にリニューアルオープンし、同時に駐車場とトイレがそれぞれ拡張・増設された。

## 道路
- E41 東海北陸自動車道

## 施設

### 上り線（名古屋・大阪方面）
ハイウェイショップは第3セクターの郡上大和総合開発株式会社が運営、管理している。
- 駐車場
  - 大型 14台
  - 小型 62台
- トイレ
  - 男性　大4（和式1・洋式3）・小10
  - 女性　20（和式2・洋式18）
    - 同伴の男児用　2

  - 車椅子用　1
- スナック（10:00-19:00）
- ショッピング（9:00-21:00）
- 自動販売機
  - 缶・ペットボトルドリンク 2
  - カップ式 2
  - たばこ 1

### 下り線（金沢・高山方面）
- 駐車場
  - 大型 17台
  - 小型 68台
- トイレ

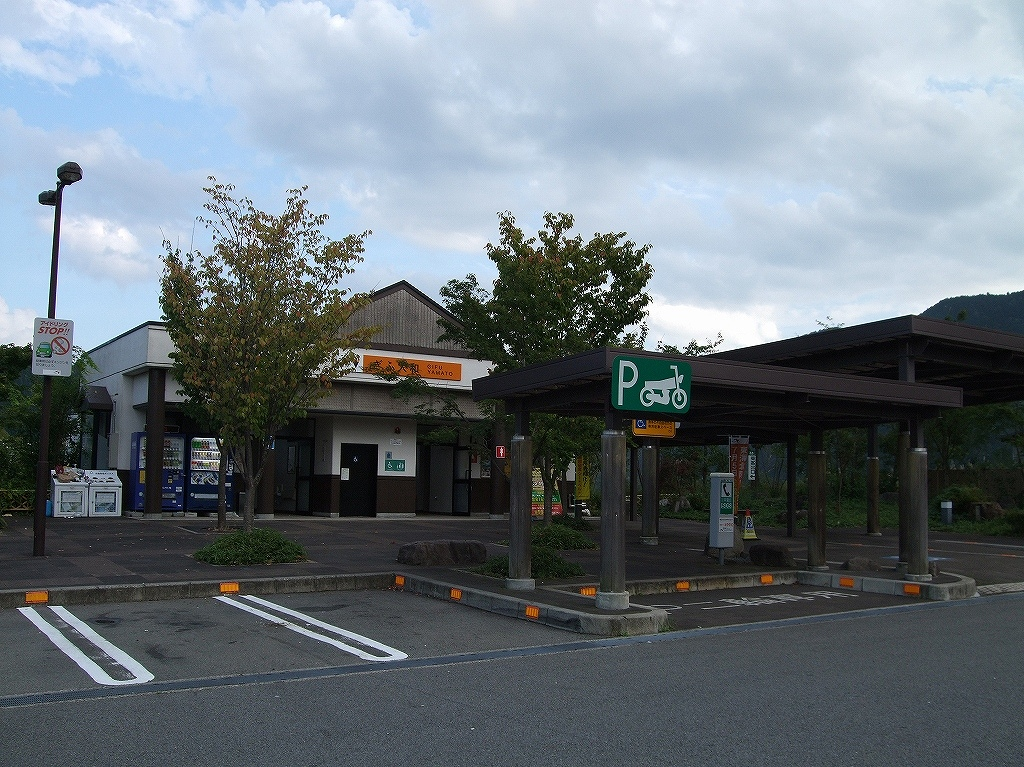
ぎふ大和パーキングエリア（下り・高山方面）

  - 男性　大 5（和式1・洋式4）・小 11
  - 女性　20（和式2・洋式18）
    - 同伴の男児用　2

  - 車椅子用　1
- 自動販売機
  - 缶・ペットボトルドリンク 2

## 隣
E41 東海北陸自動車道
(8)郡上八幡IC - (9)ぎふ大和IC/ぎふ大和PA - (10)白鳥IC